# 霍坎·米尔德
霍坎·米尔德（瑞典語：Håkan Mild，1971年6月14日—），瑞典男子足球运动员。他曾代表瑞典国家队参加1994年国际足联世界杯，获得季军。他也曾参加1992年夏季奥林匹克运动会。